# Tricyphona auripennis
Tricyphona (Tricyphona) auripennis là một loài ruồi trong họ Pediciidae. Chúng phân bố ở vùng sinh thái Nearctic.